# Dielingen
Dielingen (Plattdeutsch: Dielgen) ist ein Ortsteil der Gemeinde Stemwede im nordrhein-westfälischen Kreis Minden-Lübbecke. Hier leben etwa 2100 Menschen. Der Ort wird durch die Bahnlinie Osnabrück-Bremen in zwei Teile geteilt. Der östliche Teil ist das 'Dorf' und der westliche Teil ist 'Reiningen'.

## Geographie
Mit 275 Einwohnern pro km² weist Dielingen die höchste Bevölkerungsdichte der insgesamt vergleichsweise dünn besiedelten Gemeinde Stemwede auf – der Ortsteil Dielingen umfasst im Wesentlichen den Dorfkern selbst. Unmittelbar angrenzende unbewohnte landwirtschaftliche Flächen, wie zum Beispiel das Ochsenmoor nördlich, liegen bereits in Niedersachsen.
Kirchlich gesehen ist Dielingen allerdings größer: Das niedersächsische Stemshorn sowie die Stemweder Ortsteile Drohne, Haldem und Arrenkamp sind in das Kirchspiel Dielingen eingepfarrt.
Charakteristisch für Dielingen ist der Dielinger Klei, der sich mit knapp 92 Meter südöstlich des Dorfkerns erhebt. Der Dielinger Klei ist unbewachsen und erlaubt eine Rundumsicht auf den Dümmer, ein See im Norden, die Dammer Berge im Nordwesten, den Stemweder Berg im Osten und das Wiehengebirge im Süden.

## Geschichte
Dielingen war um 800 eine der ältesten Pfarreien im von Karl dem Großen eroberten Sachsen. Vorgängerbauten der heutigen  St.-Marien-Kirche lassen sich bis in diese Zeit nachweisen, also so alt wie die ältesten Dome in Köln, Paderborn, Osnabrück und Minden.
Dielingen hat schon Jahrhunderte vor der Christianisierung der Sachsen durch Karl dem Großen um 800 existiert. Der Ortsname soll von den Bohlenwegen herrühren, die in der Nähe über Moore und Sumpfwiesen führten. Im Altsächsischen bedeutet 'thel' die Diele oder Bohle und 'eng' die Wiese oder Aue, also 'Diel-ingen'.
Die St. Matthias-Bruderschaft zu Dielingen wurde 1654 in der Pestzeit des Dreißigjährigen Krieges zur Bestattung der Toten und Hilfe der Hinterbliebenen gegründet.  Noch heute werden von Männern der Bruderschaft die Toten zu Grabe getragen. Alle zwei Jahre zu Ostern wurde eine neue Gruppe aus vier Olderleuten und sechs Trägern zum Dienst verpflichtet. Noch heute erinnert an die Gründung der Bruderschaft ein Kronleuchter im Mittelschiff der Dielinger St.-Marien-Kirche.
Bis zur Franzosenzeit gehörte Dielingen zur Vogtei Stemwederberg im Amt Rahden des Fürstentums Minden. Von 1807 bis 1810 gehörte der Ort zum Kanton Levern des napoleonischen Satellitenstaats Königreich Westphalen. Von 1811 bis 1813 gehörte Dielingen unmittelbar zu Frankreich und war dort Sitz der Mairie Dielingen im Arrondissement Minden des Departements der Oberen Ems. 1816 kam der Ort zum neuen Kreis Rahden, aus dem 1832 der Kreis Lübbecke wurde. Bis zum 31. Dezember 1972 bildete Dielingen eine Gemeinde im Amt Dielingen bzw. seit 1936 im Amt Dielingen-Wehdem des Kreises Lübbecke. Am 1. Januar 1973 wurde Dielingen aufgrund des Bielefeld-Gesetzes ein Teil der Gemeinde Stemwede.

## Wappen
| | Blasonierung: „In von Rot und Silber (Weiß) gespaltenem Schilde eine steigende silberne (weiße) Spitze, darin eine grüne Eule auf rotem Stabe sitzend; vorne ein goldenes (gelbes) durchgehendes Kreuz, im Obereck ein goldenes (gelbes) Buch; hinten ein gewölbter grüner Schildfuß, darauf ein grüner Baum.“ |
| Wappenbegründung: Das am 22. November 2020 vom Mindener Heraldiker Jürgen Batta entworfene Wappen zeigt ortstypische Symbole. Das Kreuz steht für die erstmals um das Jahr 800 erwähnte Kirche, das Buch für die lange Schultradition des Ortes. Schildfuß und Baum zeigen den Dielinger Klei; die Eule symbolisiert die örtlichen Anstrengungen im Naturschutz und weist Dielingen aber gleichfalls als Industriestandort aus. Das Wappen wirkt sehr überladen und weicht von heraldischen Regeln ab, die idealerweise nicht mehr als drei Zeichen vorsehen. | |

## Verkehr
Dielingen liegt an der  Bundesstraße B51 zwischen Osnabrück und Bremen. Lastkraftwagen, für die ein Fahrverbot an Sonn- und Feiertagen gilt, die aber trotzdem an Fronleichnam und Allerheiligen das kurze Teilstück der B51 innerhalb Dielingens zwischen den niedersächsischen Landkreisen Osnabrück und Diepholz befahren, begehen eine Ordnungswidrigkeit, da die genannten Tage zwar nicht in Niedersachsen, wohl aber in Nordrhein-Westfalen gesetzliche Feiertage sind.
Der nächste Bahnhof ist in gut zwei Kilometer Entfernung in Lemförde an der Bundesbahnstrecke Osnabrück – Bremen.

## Unternehmen
Größtes Unternehmen in Dielingen ist die ZF Lemförder, die als Tochterunternehmen der ZF Friedrichshafen AG Fahrwerkskomponenten produziert.

## Vereine
- Athletic-Sport-Club Stemwede e. V.
- CVJM Dielingen-Haldem e. V.
- Dielinger Runde e. V.
- Förderverein Fußball TuS Dielingen e. V.
- Gemischter Chor Dielingen / Diel(S)inger(s)
- Hegering Dielingen
- Jagdgenossenschaft Dielingen
- Landwirtschaftlicher Ortsverband Dielingen
- Löschgruppe Dielingen in der Freiwilligen Feuerwehr Stemwede
- Posaunenchor Dielingen der ev. Kirchengemeinde Dielingen
- Raum für Gemeinde e. V.
- Reiterverein Altes Amt Dielingen e. V.
- Schützenverein Reiningen von 1904 e. V.
- Spielmannszug Reiningen-Dielingen e. V.
- Tennis Club Dielingen e. V.
- Turn- und Sportverein von 1899 Dielingen e. V.
- UNIAO PORTUGUESA-Dielingen e. V.
- Westfälisch-Lippischer Landfrauenverband Ortsgruppe Dielingen

## Persönlichkeiten
- Walter Detering (1907–nach 1945), NSDAP-Reichsamtsleiter und Kreisleiter.